# Boćarski klub Zrinjevac
Boćarski klub Zrinjevac je boćarski klub iz Zagreba.
Klupsko sjedište je na adresi Prisavlje 2, Zagreb.
Klub je osnovan 1975. pod zanivom Tempo. 1987. postaje Zrinjevac - Hortikultura, a od 1993. djeluje pod nazivom Zrinjevac.

## Klupski uspjesi
(popis nepotpun)
- Kup europskih prvaka - 1997. godine

- Prvenstva Hrvatske: 
  - prvak: 1992., 1993., 1994., 1995., 1996., 1997., 1998., 2006., 2013.
  - doprvak: 2004., 2007.

- Prvenstva Jugoslavije
  - prvak: 1981., 1982., 1987., 1990.

- Hrvatski kup
  - pobjednik: 1991., 1992., 1993., 1994., 1997., 1999., 2002., 2006.

- Jugoslavenski kup
  - pobjednik: 1989.

Plasmani po prvenstvima:
1991.: 2. mjesto

1992.: 1. mjesto

1993.:

1994.: 1. mjesto

1995.: 1. mjesto

1996.:

1997.: 1. mjesto

1998.: 1. mjesto

1999.: 3. mjesto

2000.: 2. mjesto

2001.: 3. mjesto

2002.: 2. mjesto

2003.: 3. mjesto

2004.: 2. mjesto

2005.: poluzavršnica, (3. u skupini "Sjever")

2006.: 1. mjesto (4. u skupini "Sjever")

2007.: 2. mjesto (2. u skupini "Sjever")

2008.: ?

2009.: ?

2010.: 3. u ligi, ispao u doigravanju za prvaka

## Poznati igrači
- Valter Ivančić
- Jure Maglić
- Nediljko Rojnica
- Leo Brnić

## Vanjske poveznice
- bocarski-klub-zrinjevac.hr  Arhivirana inačica izvorne stranice od 13. veljače 2015. (Wayback Machine)